# Liste der Wassertürme in Berlin
Die Liste zeigt die in Wikipedia beschriebenen Wassertürme in Berlin sowie weitere vergleichbare Gebäude. Sie enthält sowohl ehemalige und stillgelegte Wassertürme als auch solche, die noch in Betrieb sind.
Literatur und Weblinks finden sich in den Hauptartikeln zu den einzelnen Gebäuden.

## Stadtversorgung
| Name                         | Standort                                                                                 | Ortsteil             | Baujahr   | Architekt                         | Höhe   | Reservoirvolumen                              | Bemerkungen                               | Foto |
| ---------------------------- | ---------------------------------------------------------------------------------------- | -------------------- | --------- | --------------------------------- | ------ | --------------------------------------------- | ----------------------------------------- | ---- |
| Wasserturm Prenzlauer Berg   | Knaackstraße 23 (Lage)                                                                   | Prenzlauer Berg      | 1875–1877 | Henry Gill                        | 44 m   | 1035 m³ ab 1907: 835 m³                       | Denkmalschutz                             |      |
| Wasserturm Lichterfelde      | Potsdamer Straße 4/5                                                                     | Lichterfelde         | 1877–1878 |                                   |        |                                               | Abriss 1972                               |      |
| Wasserturm Charlottenburg I  | Akazienallee 35–39 (Lage)                                                                | Westend              | 1881      | B. Salbach                        | 27 m   | 1000 m³                                       | Denkmalschutz                             |      |
| Wasserturm Fichtenberg       | Schmidt-Ott-Straße 13 (Lage)                                                             | Steglitz             | 1885–1886 | Otto Techow                       | 40 m   | 2.000 m³                                      | Denkmalschutz                             |      |
| Wasserturm Tempelhofer Berg  | Kopischstr. 7/Fidicinstr. 37 (Lage)                                                      | Kreuzberg            | 1887–1888 | Hugo Hartung und Richard Schultze | 44 m   | 406 m³                                        | Denkmalschutz                             |      |
| Wasserturm Lichtenberg       | Ruschestraße/Bornitzstraße                                                               | Lichtenberg          | 1892      | Otto Smreker                      |        | 500 m³                                        | Abriss 1925                               |      |
| Wasserturm Pankow            | Thulestraße 24                                                                           | Pankow               | 1893      | Otto Smreker                      |        | 525 m³                                        | 1927 um 4,2 m erhöht, Abriss 1959         |      |
| Wasserturm Neukölln          | Leykestraße 13–14 (Lage)                                                                 | Neukölln             | 1893–1894 | Otto Techow, Baumeister Hinze     | 40 m   | 2500 m³                                       | Denkmalschutz                             |      |
| Wasserturm Spandau I         | Birkenstraße 13–18                                                                       | Spandau              | 1896–1897 |                                   | 48 m   | 700 m³                                        | Außerbetriebnahme 1911, Abriss 1936       |      |
| Wasserturm am Obersee        | Waldowstraße 20 (Lage)                                                                   | Alt-Hohenschönhausen | 1899–1900 | Otto Intze                        | 34,5 m | 400 m³                                        | Denkmalschutz                             |      |
| Wasserturm Reinickendorf     | Hausotterberg Reginhardstraße (damals Saßnitzstraße) 144/148 / Amendestraße 34/35 (Lage) | Reinickendorf        | 1901      | Otto Smreker                      | 48 m   | 1000 m³                                       | Fertigstellung im Herbst 1901 Abriss 1933 | Foto |
| Wasserturm Altglienicke      | Schirnerstraße 17/19 (Lage)                                                              | Altglienicke         | 1905–1906 | Heinrich Scheven                  | 46 m   | 600 m³                                        | Denkmalschutz                             |      |
| Wasserturm Rosenthal         | Hauptstraße 92                                                                           | Rosenthal            | 1907      | Emil Prinz                        | 38 m   | 500 m³                                        | Abriss 1963                               |      |
| Wasserturm Hermsdorf         | Frohnauer Straße 112–122 (Lage)                                                          | Frohnau              | 1908–1909 | Carl Francke                      | 25 m   | 500 m³                                        | Denkmalschutz                             |      |
| Wasserturm Charlottenburg II | Akazienallee 35–39 (Lage)                                                                | Westend              | 1909–1910 | Heinrich Seeling                  | 60 m   | 2× 500 m³                                     | Denkmalschutz                             |      |
| Wasserturm Heinersdorf       | Berliner Straße 66 (Lage)                                                                | Heinersdorf          | 1910–1911 | Emil Prinz                        | 60 m   | 670 m³                                        | Denkmalschutz                             |      |
| Wasserturm Spandau II        | Blumenstraße                                                                             | Spandau              | 1910–1911 |                                   | 65 m   | 1500 m³                                       | Abriss 1932                               |      |
| Wasserturm Wuhlheide         | An der Wuhlheide 189                                                                     | Oberschöneweide      | 1911–1913 |                                   | 45 m   | 286 m³ (Reinwasser) 738 m³ (Filterspülwasser) | ca. 2/3 abgetragen Denkmalschutz          |      |
| Wasserturm Steglitz          | Bergstraße 34–38 (Lage)                                                                  | Steglitz             | 1916      | Hans Heinrich Müller              | 40 m   | 2000 m³                                       | Denkmalschutz                             |      |

## Eisenbahn
| Name                                                  | Standort                                     | Ortsteil          | Baujahr   | Architekt                                                         | Höhe   | Reservoirvolumen | Bemerkungen                                 | Foto |
| ----------------------------------------------------- | -------------------------------------------- | ----------------- | --------- | ----------------------------------------------------------------- | ------ | ---------------- | ------------------------------------------- | ---- |
| Wasserturm Ostbahnhof                                 | Am Postbahnhof (Lage)                        | Friedrichshain    | 1880      |                                                                   |        |                  | Denkmalschutz                               |      |
| Wasserturm der Lokbehandlungsanlage Niederschöneweide | (Lage)                                       | Niederschöneweide | 1888      |                                                                   |        |                  | in Betrieb bis 1929 – inzwischen abgerissen |      |
| Wasserturm Güterbahnhof Moabit (im Stellwerk Mwt)     | (Lage)                                       | Moabit            | 1892–1893 | Karl Cornelius                                                    |        |                  | Denkmalschutz                               |      |
| Wasserturm Betriebswerkstatt Lichtenberg              |                                              | Lichtenberg       | 1894      |                                                                   |        |                  | Abriss 1980                                 |      |
| Wasserturm Verschiebebahnhof Niederschöneweide        | (Lage)                                       | Niederschöneweide | 1906      |                                                                   |        |                  |                                             |      |
| Wasserturm Anhalter Güterbahnhof                      | Trebbiner Str. 8 (Lage)                      | Kreuzberg         | 1908      |                                                                   | 34,6 m | 300 m³           | Bestandteil des DTMB Denkmalschutz          |      |
| Wasserturm Anhalter Güterbahnhof II                   | Nähe Monumentenbrücke am Reserve-Lokschuppen | Kreuzberg         | 1908      |                                                                   |        |                  | nicht erhalten                              |      |
| Wasserturm Hafenplatz                                 |                                              | Kreuzberg         | 1909      | Formen angelehnt an die Tortürme der alten Nürnberger Stadtmauer. | 43 m   | 300 m³           | nicht erhalten                              |      |
| Casinoturm Frohnau                                    | Ludolfingerplatz 1–3 (Lage)                  | Frohnau           | 1909–1910 | Gustav Hart, Alfred Lesser                                        | 30 m   | 49 m³            | Denkmalschutz                               |      |
| Wasserturm Ostkreuz                                   | Hauptstr. 2 (Lage)                           | Friedrichshain    | 1912      | Karl Cornelius                                                    | 50 m   | 400 m³           | Denkmalschutz                               |      |
| Wasserturm Betriebsbahnhof Rummelsburg                | Wallensteinstraße 20 (Lage)                  | Lichtenberg       | 1914      | D. Hirsch                                                         |        | 200 m³           | Denkmalschutz                               |      |
| Wasserturm Rangierbahnhof Tempelhof                   | Prellerweg 47 (Lage)                         | Schöneberg        | 1927      | Hugo Röttcher                                                     | 50 m   | 400 m³           | Denkmalschutz                               |      |
| Wasserturm Reichsbahnausbesserungswerk Tempelhof      | Alboinstraße / Sachsendamm                   | Tempelhof         | 1877–1879 | Friedrich Lantzendörffer, L. Stoesger                             |        |                  | nicht erhalten Denkmalschutz                |      |

## Krankenhäuser
| Name                                                | Standort                            | Ortsteil  | Baujahr   | Architekt            | Höhe   | Reservoirvolumen | Bemerkungen   | Foto |
| --------------------------------------------------- | ----------------------------------- | --------- | --------- | -------------------- | ------ | ---------------- | ------------- | ---- |
| Wasserturm Wenckebach-Krankenhaus                   | Wenckebachstr. 23 (Lage)            | Tempelhof | 1875–1878 | Gropius & Schmieden  |        |                  | Denkmalschutz |      |
| Wasserturm Heil- und Pflegeanstalt für Epileptische | Brebacher Weg 15 (Lage)             | Biesdorf  | 1893      | Hermann Blankenstein | 34,3 m | 80 m³            | Denkmalschutz |      |
| Wasserturm Rudolf-Virchow-Krankenhaus               | Augustenburger Platz 1 (Lage)       | Wedding   | 1899–1906 | Ludwig Hoffmann      | 48,2 m | 250 m³           | Denkmalschutz |      |
| Wasserturm Krankenhaus Westend                      | Spandauer Damm 130 (Lage)           | Westend   | 1901–1904 | Heinrich Seeling     |        |                  | Denkmalschutz |      |
| Wasserturm Krankenhaus Neukölln                     | Rudower Str. 56/Juchaczweg 1 (Lage) | Buckow    | 1907–1909 | Reinhold Kiehl       |        |                  | Denkmalschutz |      |
| Wasserturm Klinikum Buch                            | Am Stener Berg 60 (Lage)            | Buch      | 1909      | Ludwig Hoffmann      | 43,7 m | 350 m³           | Denkmalschutz |      |

## Fabriken
| Name                                            | Standort                 | Ortsteil        | Baujahr   | Architekt           | Höhe   | Reservoirvolumen | Bemerkungen                                                                           | Foto |
| ----------------------------------------------- | ------------------------ | --------------- | --------- | ------------------- | ------ | ---------------- | ------------------------------------------------------------------------------------- | ---- |
| Wasserturm Schlachthof Spandau                  | (Lage)                   | Spandau         | 1889      | Friedrich Paul      | 21 m   | 140 m³           | Denkmalschutz                                                                         |      |
| Wasserturm Gaswerk Charlottenburg               | (Lage)                   | Charlottenburg  | 1889–1891 | Paul Bratring       | 28 m   |                  | Denkmalschutz                                                                         |      |
| Wasserturm Gaswerk Schöneberg                   | (Lage)                   | Schöneberg      | 1890      |                     | 26,2 m | 2 × 60 m³        | 1924 erhöht in Betrieb bis 1946 seit 2007 Bestandteil des EUREF-Campus’ Denkmalschutz |      |
| Wasserturm der Königlichen Pulverfabrik Spandau | (Lage)                   | Haselhorst      | um 1890   |                     |        |                  | Denkmalschutz                                                                         |      |
| Wasserturm Gaswerk Mariendorf (alt)             | (Lage)                   | Mariendorf      | 1900–1907 | Paul Karchow        | 45 m   | 150 m³           | Denkmalschutz                                                                         |      |
| Wasserturm AEG-Kabelwerk Oberspree              | Wilhelminenhofstraße 75A | Oberschöneweide | 1911–1912 | Wilhelm Osmar Klemm |        |                  | Denkmalschutz                                                                         |      |
| Wasserturm Nationale Automobil Gesellschaft     | Ostendstraße 1 (Lage)    | Oberschöneweide | 1915–1917 | Peter Behrens       |        |                  | Denkmalschutz                                                                         |      |
| Wasserturm Gaswerk Lichtenberg                  | (Lage)                   | Rummelsburg     | 1928–1929 | Gottlieb Tesch      |        |                  | Denkmalschutz                                                                         |      |
| Turm des Siemens-Luftfahrtgerätewerks           | (Lage)                   | Hakenfelde      | 1939–1941 | Hans Hertlein       |        |                  | Denkmalschutz                                                                         |      |
| Wasserturm Gaswerk Mariendorf (neu)             | (Lage)                   | Mariendorf      | 1968–1969 |                     | 47 m   |                  | Denkmalschutz                                                                         |      |

## Sonstige Einrichtungen
| Name                               | Standort | Ortsteil            | Baujahr   | Architekt      | Höhe | Reservoirvolumen | Bemerkungen                           | Foto |
| ---------------------------------- | -------- | ------------------- | --------- | -------------- | ---- | ---------------- | ------------------------------------- | ---- |
| Wasserturm JVA Plötzensee          | (Lage)   | Charlottenburg-Nord | 1868–1872 |                |      | 71 m³            | Denkmalschutz                         |      |
| Wasserturm Gewerbeausstellung 1896 |          | Alt-Treptow         | 1896      | Bruno Schmitz  | 60 m | 350 m³           | nicht erhalten                        |      |
| Wasserturm Botanischer Garten      | (Lage)   | Lichterfelde        | 1909      | Alfred Koerner |      | 550 m³           | Denkmalschutz                         |      |
| Wasserturm Jungfernheide           | (Lage)   | Charlottenburg      | 1925      | Walter Helmcke | 38 m | 65 m³            | nur für Parkbewässerung Denkmalschutz |      |